# キム・ヘソン (俳優)

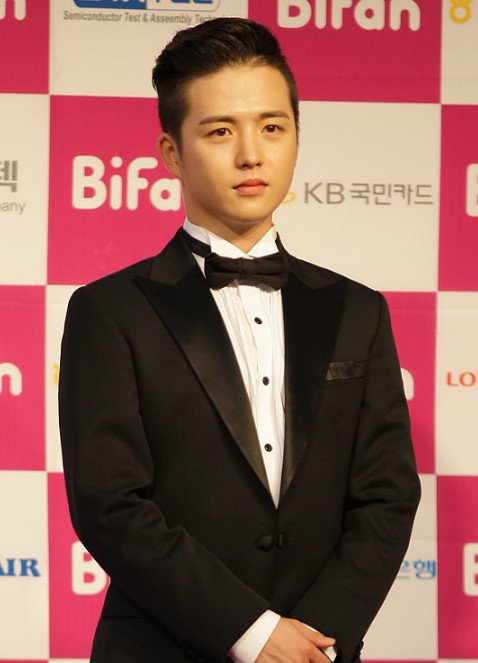
キム・ヘソン

キム・ヘソン(1988年1月14日- )は 大韓民国出身の 俳優。 釜山広域市出身。ソンジ工業高校中退。ナムエトックス所属。

## 演技活動

### 映画
- ホームランが聞こえた夏  (2011年)
- 戦火の中へ(2009年)
- 少年、少年に会う(2008年)
- 暴力サークル(2006年)
- ジェニ、ジュノ(2005年)

### テレビ
- 風の国(KBS 2TV)... ヨジン 役
- 思いっきりハイキック!...イ・ミノ 役
- 明日に向かってハイキック!(1話, カメオ)
- 黄金漁場( MBC)
- 少年少女歌謡白書 (Mnet)... MC
- マッド・ドッグ (KBS 2TV)... オム・ヌリ役

### テレビ広告
- クラウン製菓ビックパイ